# Eutelia polychordana
Eutelia polychordana är en fjärilsart som beskrevs av Embrik Strand 1917. Eutelia polychordana ingår i släktet Eutelia och familjen nattflyn. Inga underarter finns listade i Catalogue of Life.